# Serge Cournoyer
Pour les articles homonymes, voir Cournoyer.
Serge Cournoyer est un artiste sculpteur canadien né en 1943 à Shawinigan (Québec). 

## Biographie
Il s'établit à Montréal en 1962 et y produisit plusieurs de ses œuvres. Durant les années soixante, il étudia à l'École des Beaux-Arts de Montréal et y réalisa ses premières œuvres appartenant au mouvement cinétique. Ces œuvres furent exposées, entre autres, au musée Rodin de Paris et dans plusieurs autres musées canadiens. Il est aujourd'hui possible d'admirer plusieurs de ses pièces dans différents musées canadiens, dont à la collection permanente du Musée d'art contemporain de Montréal et à celle du Musée national des beaux-arts du Québec. Une de ses œuvres les plus impressionnantes qu'il a conçue demeure la voiture « Le Goéland », chef-d’œuvre à la fois d'ingénierie et de stylisme. Totalement faite à la main, la carrosserie de cette voiture de sport est entièrement fabriquée de fibre de verre sur un châssis d'aluminium à moteur central. Il lui fallu près de trois ans pour l'achever. Terminée en 1973, la voiture fut conduite par son concepteur sur les routes du nord-est américain jusqu'en 1978.
Il vit toujours à Montréal.